# Поляна (Ковельський район)
Поля́на — село в Україні, у Ковельському районі Волинської області. Входить до складу Турійської селищної громади.  Населення становить 69 осіб.

## Географія
Село розташоване на лівому березі річки Стохід.
12 червня 2020 року, відповідно до розпорядження Кабінету Міністрів України № 708-р «Про визначення адміністративних центрів та затвердження територій територіальних громад Волинської області», увійшло до складу Турійської селищної територіальної громади.
19 липня 2020 року, в результаті адміністративно-територіальної реформи та ліквідації Турійського району, село увійшло до новоутвореного Ковельського району. 

## Населення
Згідно з переписом УРСР 1989 року чисельність наявного населення села становила 112 осіб, з яких 52 чоловіки та 60 жінок.
За переписом населення України 2001 року в селі мешкало 70 осіб. 100 % населення вказало своєю рідною мовою українську мову.